# De signis
De signis è la quarta delle orazioni di Marco Tullio Cicerone dell'Actio secundae, che fa parte del corpus di orazioni chiamate Verrine. Queste orazioni furono elaborate nel 70 a.C. in occasione di una causa di diritto penale discussa a Roma, che vedeva come accusatori il popolo della ricca provincia di Sicilia e l'ex propretore dell'isola Gaio Licinio Verre come imputato. L'accusa mossa nei suoi confronti era di de pecuniis repetundis, cioè di concussione, reato consumato durante il triennio di governo dal 73 al 71 a.C.

## Contenuto
Nella prima parte dell'orazione Cicerone rievoca le sottrazioni delle opere d'arte rielaborando la materia narrativa per raggiungere il massimo effetto argomentativo e persuasivo, in modo particolare per smantellare gli argomenti della difesa. Infatti nei processi de repetundis base della difesa era la possibilità di usare le testimonianze di delegazioni provinciali che lodassero le qualità morali e le azioni di un governatore (laudationes) e le città che si schierarono dalla parte di Verre in questa prima fase del processo erano Siracusa e Messina. 
Verre inoltre risponde a tutte le accuse di furto con Emi, cioè dichiarando che si trattava di normale compravendita: non fu facile smantellare questa affermazione sia perché era riuscito a procurarsi atti di vendita, sia perché l'eventuale assenza di questi non era un elemento probante. A questo punto Cicerone inizia a smontare le argomentazioni della difesa, dimostrando come in certi casi i tabulati di vendita esistano, ma riportano cifre irrisorie, come nel caso nelle statue di bronzo di Eio, oppure presentando altri personaggi derubati e illustri come Diodoro di Malta.
La narrazione segue variando il tema del furto sia nel descrivere le varie reazioni dell'imputato, sia nell'enumerare la varietà di questi oggetti rubati: statue, coppe, arazzi, paterae, patellae, turibula, anelli, tessuti, triclini e candelabri.
Nella seconda parte dell'orazione la tematica artistica assume rilievo di carattere emotivo e religioso. Possiamo infatti cogliere il rapporto dei romani con l'arte in generale e dei siciliani con il loro passato e con l'arte greca. Ad esempio: Verre ha rubato ai siciliani quegli oggetti che, un tempo sottratti da Cartagine, il grande Scipione aveva poi restituito loro: il grande gesto della restitutio appare come paradigma del gesto degno di lode verso i provinciali, mentre il nuovo governatore ha dimenticato tutti i connotati etici che fanno parte del dominio romano. Ogni statua rubata rappresenta una parte del sentimento religioso siciliano: così la depredazione del tempio di Cerere a Catania, o quello di Giunone a Malta, atto che nemmenoi barbari ebbero ardire di commettere per il rispetto verso il luogo sacro.
Ci si sofferma poi su Siracusa, con un inevitabile parallelismo tra il sacco compiuto da Marcello tra 213 e 211 a.C. , che portò alla diffusione dell'arte greca a Roma, e il nuovo sacco di Verre, che ha portato via tutto dalle mani dei cittadini, senza alcun rispetto né per loro né per un ideale più alto di rispetto religioso.